# Mike Conway
Michael Robert Conway (Bromley, 19 agosto 1983) è un pilota automobilistico britannico, con la Toyota Gazoo Racing ha vinto due volte il Mondiale Endurance e nel 2021 la 24 Ore di Le Mans.
Ha corso in IndyCar dal 2009 al 2014 ottenendo quattro vittorie. Tra il 2015 e il 2017 ha corso in modo sporadico in Formula E.

## Carriera

### Inizi in monoposto
Come molti piloti, Conway inizia la sua carriera nei kart da giovanissimo, a otto anni. Nel 2001 esordisce in monoposto correndo nella Formula Ford britannica. Dopo due anni passa alla Formula Renault britannica dove vince il campionato nel 2004 con il team Fortec Motorsport. Due anni più tardi vince il suo secondo campionato, la F3 inglese con il team Räikkönen Robertson Racing. Sempre con il team di Kimi Räikkönen vince il Gran Premio di Macao 2006.

#### GP2
Grazie ad gli ottimi risultati partecipa al round di Silverstone della GP2 Series 2006 con il team David Price Racing sostituendo Olivier Pla. Nel 2007 viene ingaggiato a tempo pieno dal team Super Nova Racing, Conway ottiene solo un podio ed chiude quattordicesimo in classifica. Il britannico rimane nella serie anche la stagione successiva, passando alla Trident Racing. Conway ottiene la sua prima ed unica vittoria nella serie sul Circuito di Monte Carlo ed chiude dodicesimo in classifica finale.

### Test in Formula 1
Nel 2007 mentre correva in GP2 diventa tester per il team di Formula 1, Honda, Conway ha la possibilità di scendere in pista nei test per giovani piloti sul Circuito di Catalogna insieme a Luca Filippi. Il britannico riamane sotto contratto dal Honda anche nel 2008, ma il 26 novembre del 2009, la Mercedes annuncia che Conway parteciperà, insieme a Marcus Ericsson, ai tre giorni di test sul circuito di Jerez.

### IndyCar
Dal 2009 Conway inizia a correre nella IndyCar Series con il team Dreyer & Reinbold Racing.
Il 30 maggio 2010 partecipa con la Dreyer & Reinbold Racing alla 500 Miglia di Indianapolis, durante la quale è protagonista di un terribile incidente: al giro 198, nel corso di un tentativo di sorpasso in curva ai danni del pilota Ryan Hunter-Reay, la vettura di Conway ha perso contatto con l'asfalto, è letteralmente decollata e si è abbattuta con grande forza sulle reti che separano il pubblico dalla pista. Nonostante l'impressionante impatto, Conway ha riportato solo la frattura di una gamba, mentre Ryan è riuscito miracolosamente a non rimanere colpito dalla monoposto del pilota britannico.
Conway continua nella serie americana fino il 2014 correndo per diversi team, con Andretti Autosport nel 2011 ha vinto la sua prima gara a Long Beach. Nel resto della sua carriera ha vinto altre tre corse, una nel 2013 con Dale Coyne Racing e due nel 2014 con Ed Carpenter Racing.

### Formula E

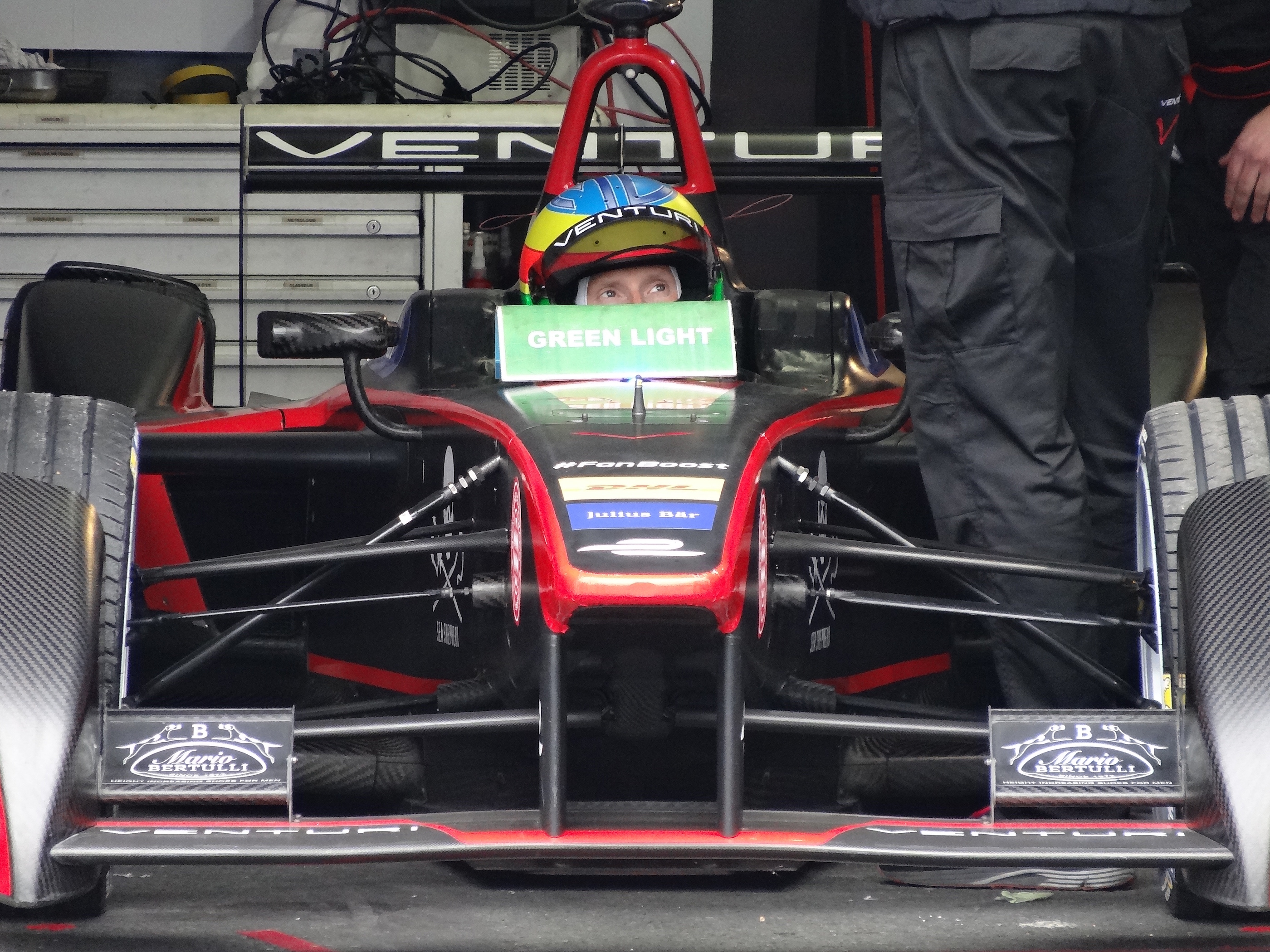
Conway sulla Venturi VM200-FE-01.

Nel 2016 Conway firma con il team Dragon Racing ma in seguito rinuncia. Il britannico entra in Formula E dalla seconda parte del campionato con il team Venturi Grand Prix. Conway debutta nel E-Prix di Buenos Aires dove ottiene un ottimo 5º posto in qualifica ma in gara commette un testacoda negli ultimi giri perdendo diverse posizioni. Dopo aver chiuso fuori dei punti anche nel E-Prix di Città del Messico, chiude decimo a Long Beach. Nelle quattro gare conclusive ottiene altri due piazzamenti a punti, un ottavo posto a Berlino e un nono posto a Londra. Il britannico chiude la stagione con un totale di sette punti.
Per la stagione successiva non viene confermato dalla Venturi. Viene chiamato dal Dragon Racing per prendere parte al E-Prix di Parigi sostituendo Loïc Duval.

### Mondiale Endurance
Nel 2013 debutta nel Mondiale Endurance nella LMP2 con il team G-Drive Corse, partecipando a tutte le gare di campionato. In totale ottiene quattro vittorie di classe e a fine anno Conway è terzo in classifica piloti LMP2.
Nel 2014 passa nella classe LMP1 come pilota di riserva della Toyota. Il britannico disputa tre gare su otto (le 6 Ore di Austin, Bahrain e Interlagos) per sostituire Kazuki Nakajima. In queste tre gare ottiene come miglior risultato la vittoria assoluta nella 6 Ore del Bahrain, con Alex Wurz e Stéphane Sarrazin come compagni di team.

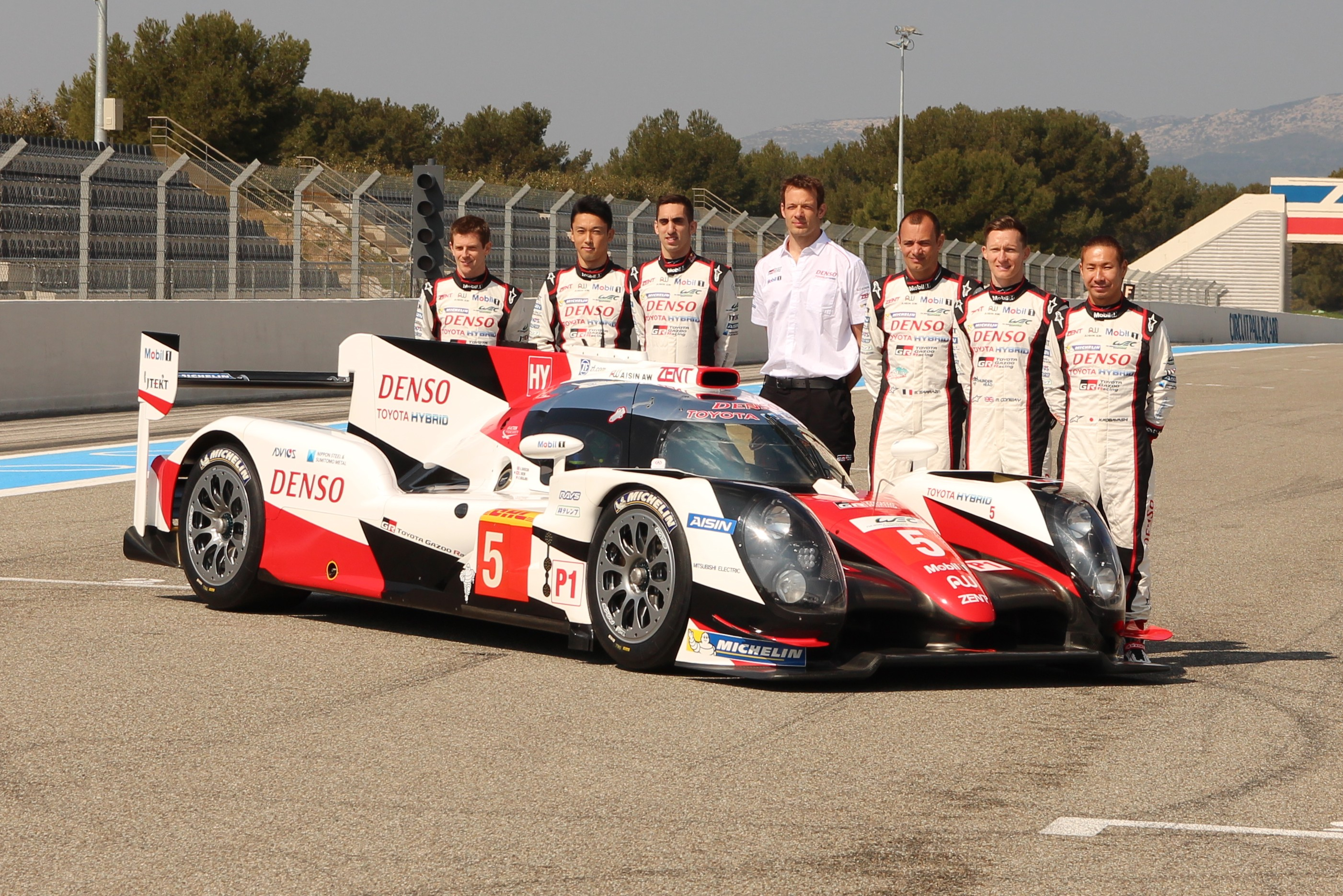
Conway (secondo da destra) alla presentazione della Toyota TS050 Hybrid nel 2016

Nel 2015 diventa titolare della Toyota insieme a Wurz e Sarrazin, l'equipaggio ottiene un terzo posto in Bahrain come miglior risultato stagionale. L'anno seguente Sarrazin viene sostituito con Kamui Kobayashi, il team ottiene il secondo posto alla 24 Ore di Le Mans dietro alla Porsche 919 Hybrid, mentre vince la 6 Ore del Fuji. Nel 2017 Conway viene affiancato da Kobayashi e José María López, ma l'equipaggio deve aspettare la stagione successiva per tornare alla vittoria, appunto nel 2018 vincono la 6 Ore del Fuji e la 6 Ore di Shanghai.
Nella stagione 2019-2020 l'equipaggio sempre formato da Conway, López e Kobayashi vincono quattro eventi su otto ed si laureano campioni del mondo per la loro prima volta. L'anno seguente arriva anche il primo successo per Conway nella 24 Ore di Le Mans e grazie alla vittoria nella 6 Ore di Monza e alla 8 Ore del Bahrain l'equipaggio si laurea campione del mondo per la seconda volta.
Nel 2022 Conway viene confermato insieme a Kobayashi e López, l'equipaggio vince due gare, la 6 Ore di Spa-Francorchamps e l'8 Ore del Bahrain, inoltre, ottiene il secondo posto alla 24 Ore di Le Mans e chiudono terzi in classifica finale. L'anno seguente, Conway continua con gli stessi compagni, ottengono ben quattro vittorie ma pesa il ritiro a Le Mans è l'equipaggio chiude la stagione al secondo posto dietro alla altra Toyota.
Nel 2024 Conway divide la GR010 con Nyck de Vries e il solito Kobayashi. Il trio ottiene una importante vittoria nella 6 Ore di Imola 2024 davanti alla Porsche 963. Per un infortunio in allenamento il britannico è costretto a saltare la 24 Ore di Le Mans venendo sostituito dal ex compagno José María López.

### Campionato IMSA
Nel 2017 oltre agli impegni con la Toyota nel Mondiale Endurance partecipa con la Cadillac DPi-V.R alle gare di durata del Campionato IMSA WeatherTech SportsCar. Nel corso della sua carriera nella serie americana ottiene ottimi risultati, ha chiudo secondo nel 2018 alla 24 Ore di Daytona, tre volte secondo nella Petit Le Mans e per tre volte è arrivato terzo alla 12 Ore di Sebring.

## Risultati

### Risultati Formula E
| Anno    | Squadra            | Vettura                   | 1   | 2   | 3   | 4      | 5      | 6      | 7      | 8     | 9     | 10     | 11  | 12  | Punti | Pos. |
| ------- | ------------------ | ------------------------- | --- | --- | --- | ------ | ------ | ------ | ------ | ----- | ----- | ------ | --- | --- | ----- | ---- |
| 2015-16 | Venturi Grand Prix | Spark-Venturi VM200-FE-01 | PEC | PUT | PDE | BNA 15 | MEX 12 | LHB 10 | PAR 14 | BER 8 | LON 9 | LON 13 |     |     | 7     | 16º  |
| 2016-17 | Dragon Racing      | Spark-Penske 701-EV       | HKG | MAR | BNA | MEX    | MON    | PAR 14 | BER    | BER   | NYC   | NYC    | MTR | MTR | 0     | 24º  |

### Risultati WEC
| Anno    | Squadra             | Classe   | Vettura             | SIL | SPA | LMS | SÃO | COA | FUJ | SHA | BHR |     | Punti | Pos. |
| ------- | ------------------- | -------- | ------------------- | --- | --- | --- | --- | --- | --- | --- | --- | --- | ----- | ---- |
| 2013    | G-Drive Corse       | LMP2     | Oreca 03            | 6   | 4   | EX  | 1   | 1   | 2   | 1   | 1   |     | 98    | 3°   |
| Anno    | Squadra             | Classe   | Vettura             | SIL | SPA | LMS | COA | FUJ | SHA | BHR | SÃO |     | Punti | Pos. |
| 2014    | Toyota Racing       | LMP1-H   | TS040 Hybrid        | 6   |     |     | 1   | 4   |     |     |     |     | 45    | 11°  |
| Anno    | Squadra             | Classe   | Vettura             | SIL | SPA | LMS | NÜR | COA | FUJ | SHA | BHR |     | Punti | Pos. |
| 2015    | Toyota Racing       | LMP1     | TS040 Hybrid        | 4   | 5   | 6   | 6   | Rit | 6   | 5   | 3   |     | 79    | 6°   |
| Anno    | Squadra             | Classe   | Vettura             | SIL | SPA | LMS | NÜR | MEX | COA | FUJ | SHA | BHR | Punti | Pos. |
| 2016    | Toyota Gazoo Racing | LMP1     | TS050 Hybrid        | 2   | Rit | 2   | 6   | 3   | 3   | 1   | 2   | 5   | 145   | 3°   |
| Anno    | Squadra             | Classe   | Vettura             | SIL | SPA | LMS | NÜR | MEX | COA | FUJ | SHA | BHR | Punti | Pos. |
| 2017    | Toyota Gazoo Racing | LMP1     | TS050 Hybrid        | 13  | 2   | Rit | 3   | 4   | 4   | 2   | 4   | 4   | 103.5 | 5°   |
| Anno    | Squadra             | Classe   | Vettura             | SPA | LMS | SIL | FUJ | SHA | SEB | SPA | LMS |     | Punti | Pos. |
| 2018-19 | Toyota Gazoo Racing | LMP1     | TS050 Hybrid        | 2   | 2   | DSQ | 1   | 1   | 2   | 6   | 2   |     | 157   | 2°   |
| Anno    | Squadra             | Classe   | Vettura             | SIL | FUJ | SHA | BHR | COA | SPA | LMS | BHR |     | Punti | Pos. |
| 2019-20 | Toyota Gazoo Racing | LMP1     | TS050 Hybrid        | 1   | 2   | 3   | 1   | 3   | 1   | 3   | 1   |     | 207   | 1º   |
| Anno    | Squadra             | Classe   | Vettura             | SPA | ALG | MNZ | LMS | BHR | BHR |     |     |     | Punti | Pos. |
| 2021    | Toyota Gazoo Racing | Hypercar | GR010 Hybrid        | 3   | 2   | 1   | 1   | 1   | 2   |     |     |     | 173   | 1º   |
| Anno    | Squadra             | Classe   | Vettura             | SEB | SPA | LMS | MON | FUJ | BHR |     |     |     | Punti | Pos. |
| 2022    | Toyota Gazoo Racing | Hypercar | GR010 Hybrid        | Rit | 1   | 2   | 3   | 2   | 1   |     |     |     | 133   | 3°   |
| Anno    | Squadra             | Classe   | Vettura             | SEB | ALG | SPA | LMS | MON | FUJ | BHR |     |     | Punti | Pos. |
| 2023    | Toyota Gazoo Racing | Hypercar | Toyota GR010 Hybrid | 1   | 9   | 1   | Rit | 1   | 1   | 2   |     |     | 145   | 2°   |
| Anno    | Squadra             | Classe   | Vettura             | QAT | IMO | SPA | LMS | SÃO | COA | FUJ | BHR |     | Punti | Pos. |
| 2024    | Toyota Gazoo Racing | Hypercar | Toyota GR010 Hybrid | 5   | 1   | 7   |     | 4   | 2   | Rit | Rit |     | 77    | 6°   |
| Anno    | Squadra             | Classe   | Vettura             | QAT | IMO | SPA | LMS | SÃO | COA | FUJ | BHR |     | Punti | Pos. |
| 2025    | Toyota Gazoo Racing | Hypercar | Toyota GR010 Hybrid | 6   | 7   | 7   | 5   | 14  |     |     |     |     | 44*   |      |
| Legenda |                     |          |                     |     |     |     |     |     |     |     |     |     |       |      |

* Stagione in corso.

### Risultati 24 Ore di Le Mans
| Anno | Squadra             | Co-piloti                         | Vettura             | Classe   | Giri | Pos. | Pos. Classe. |
| ---- | ------------------- | --------------------------------- | ------------------- | -------- | ---- | ---- | ------------ |
| 2013 | G-Drive-Nissan      | John Martin Roman Rusinov         | Oreca 03-Nissan     | LMP2     | 327  | EX   | EX           |
| 2015 | Toyota Racing       | Alexander Wurz Stéphane Sarrazin  | Toyota TS040 Hybrid | LMP1     | 387  | 6th  | 6th          |
| 2016 | Toyota Gazoo Racing | Kamui Kobayashi Stéphane Sarrazin | Toyota TS050 Hybrid | LMP1     | 381  | 2°   | 2°           |
| 2017 | Toyota Gazoo Racing | Kamui Kobayashi Stéphane Sarrazin | Toyota TS050 Hybrid | LMP1     | 154  | DNF  | DNF          |
| 2018 | Toyota Gazoo Racing | Kamui Kobayashi José María López  | Toyota TS050 Hybrid | LMP1     | 386  | 2°   | 2°           |
| 2019 | Toyota Gazoo Racing | Kamui Kobayashi José María López  | Toyota TS050 Hybrid | LMP1     | 385  | 2°   | 2°           |
| 2020 | Toyota Gazoo Racing | Kamui Kobayashi José María López  | Toyota TS050 Hybrid | LMP1     | 381  | 3°   | 3°           |
| 2021 | Toyota Gazoo Racing | Kamui Kobayashi José María López  | Toyota GR010 Hybrid | LMH      | 371  | 1°   | 1°           |
| 2022 | Toyota Gazoo Racing | Kamui Kobayashi José María López  | Toyota GR010 Hybrid | LMH      | 380  | 2°   | 2°           |
| 2023 | Toyota Gazoo Racing | Kamui Kobayashi José María López  | Toyota GR010 Hybrid | LMH      | 103  | DNF  | DNF          |
| 2025 | Toyota Gazoo Racing | Kamui Kobayashi Nyck de Vries     | Toyota GR010 Hybrid | Hypercar | 386  | 5°   | 5°           |

### Risultati IMSA
| Anno | Team                      | Classe | Vettura          | Motore            | 1     | 2     | 3   | 4   | 5     | 6     | 7     | 8   | 9   | 10    | Punti | Pos. |
| ---- | ------------------------- | ------ | ---------------- | ----------------- | ----- | ----- | --- | --- | ----- | ----- | ----- | --- | --- | ----- | ----- | ---- |
| 2017 | Whelen Engineering Racing | P      | Cadillac DPi-V.R | Cadillac 6.2 L V8 | DAY 6 | SEB 3 | LBH | COA | DET   | WGL   | MOS   | ELK | LGA | PET 2 | 88    | 18°  |
| 2018 | Whelen Engineering Racing | P      | Cadillac DPi-V.R | Cadillac 5.5 L V8 | DAY 2 | SEB 3 | LBH | MDO | DET   | WGL 7 | MOS   | ELK | LGA | PET   | 86    | 25°  |
| 2019 | Mustang Sampling Racing   | DPi    | Cadillac DPi-V.R | Cadillac 5.5 L V8 | DAY   | SEB   | LBH | MDO | DET   | WGL 6 | MOS   | ELK | LGA | PET 7 | 49    | 24°  |
| 2020 | Whelen Engineering Racing | DPi    | Cadillac DPi-V.R | Cadillac 5.5 L V8 | DAY 7 | DAY   | SEB | ELK | ATL   | MDO   | PET   | LGA | SEB |       | 24    | 26°  |
| 2021 | Whelen Engineering Racing | DPi    | Cadillac DPi-V.R | Cadillac 5.5 L V8 | DAY 6 | SEB 6 | MDO | DET | WGL 4 | WGL   | ELK   | LGA | LBH | PET 2 | 1231  | 11°  |
| 2022 | Whelen Engineering Racing | DPi    | Cadillac DPi-V.R | Cadillac 5.5 L V8 | DAY 4 | SEB 3 | LBH | LGA | MDO   | DET   | WGL 5 | CTM | ELK | PET 2 | 1266  | 10°  |

### Risultati 24 Ore di Daytona
| Anno | Team                      | Co-piloti                                  | Vettura          | Classe  | Giri | Pos. | Pos. Classe. |
| ---- | ------------------------- | ------------------------------------------ | ---------------- | ------- | ---- | ---- | ------------ |
| 2017 | Whelen Engineering Racing | Dane Cameron Eric Curran Seb Morris        | Cadillac DPi-V.R | P       | 639  | 14°  | 6°           |
| 2018 | Whelen Engineering Racing | Eric Curran Stuart Middleton Felipe Nasr   | Cadillac DPi-V.R | P       | 808  | 2°   | 2°           |
| 2020 | Whelen Engineering Racing | Filipe Albuquerque Pipo Derani Felipe Nasr | Cadillac DPi-V.R | DPi     | 822  | 7°   | 7°           |
| 2021 | Whelen Engineering Racing | Pipo Derani Chase Elliott Felipe Nasr      | Cadillac DPi-V.R | DPi     | 783  | 8°   | 6°           |
| 2022 | Whelen Engineering Racing | Pipo Derani Tristan Nunez                  | Cadillac DPi-V.R | DPi     | 761  | 4°   | 4°           |
| 2023 | Vasser Sullivan Racing    | Ben Barnicoat Jack Hawksworth              | Lexus RC F GT3   | GTD Pro | 729  | 20°  | 3°           |

### Risultati IndyCar
| Anno | Team                           | Vettura      | Motore    | 1      | 2      | 3      | 4       | 5        | 6       | 7      | 8      | 9      | 10     | 11     | 12     | 13     | 14     | 15     | 16     | 17     | 18     | 19  | Punti | Pos. |
| ---- | ------------------------------ | ------------ | --------- | ------ | ------ | ------ | ------- | -------- | ------- | ------ | ------ | ------ | ------ | ------ | ------ | ------ | ------ | ------ | ------ | ------ | ------ | --- | ----- | ---- |
| 2009 | Dreyer & Reinbold Racing       | Dallara      | Honda     | STP 22 | LBH 21 | KAN 19 | INDY 18 | MIL 20   | TXS 19  | IOW 8  | RIR 18 | WGL 6  | TOR 22 | EDM 20 | KTY 17 | MDO 20 | SNM 3  | CHI 16 | MOT 22 | HMS 15 |        |     | 261   | 17°  |
| 2010 | Dreyer & Reinbold Racing       | Dallara      | Honda     | SAO 8  | STP 19 | ALA 9  | LBH 10  | KAN 14   | INDY 19 | TXS    | IOW    | WGL    | TOR    | EDM    | MDO    | SNM    | CHI    | KTY    | MOT    | HMS    |        |     | 110   | 25°  |
| 2011 | Andretti Autosport             | Dallara      | Honda     | STP 23 | ALA 22 | LBH 1  | SAO 6   | INDY DNQ | TXS 24  | TXS 17 | MIL 12 | IOW 24 | TOR 22 | EDM 8  | MDO 26 | NHM 25 | SNM 16 | BAL 23 | MOT 9  | KTY 18 | LVS1 C |     | 260   | 17°  |
| 2012 | A. J. Foyt Enterprises         | Dallara DW12 | Honda     | STP 20 | ALA 7  | LBH 22 | SAO 19  | INDY 29  | DET 9   | TXS 16 | MIL 16 | IOW 20 | TOR 3  | EDM 11 | MDO 21 | SNM 14 | BAL 16 | FON    |        |        |        |     | 233   | 21°  |
| 2013 | Rahal Letterman Lanigan Racing | Dallara DW12 | Honda     | STP    | ALA    | LBH 25 | SAO     | INDY     |         |        |        |        |        |        |        |        |        |        |        |        |        |     | 185   | 23°  |
| 2013 | Dale Coyne Racing              | Dallara DW12 | Honda     |        |        |        |         |          | DET 1   | DET 3  | TXS    | MIL    | IOW    | POC    | TOR 7  | TOR 7  | MDO    | SNM    | BAL    | HOU 16 | HOU 9  | FON | 185   | 23°  |
| 2014 | Ed Carpenter Racing            | Dallara DW12 | Chevrolet | STP 16 | LBH 1  | ALA 14 | IMS 19  | INDY     | DET 21  | DET 11 | TXS    | HOU 17 | HOU 13 | POC    | IOW    | TOR 15 | TOR 1  | MDO 13 | MIL    | SNM 14 | FON    |     | 252   | 23°  |